# Microcharis angolensis
Microcharis angolensis är en ärtväxtart som beskrevs av John Gilbert Baker. Microcharis angolensis ingår i släktet Microcharis och familjen ärtväxter. Inga underarter finns listade i Catalogue of Life.